# Sophie Oxholm
Sophie Marguerite Oxholm, født Bech (25. december 1848 på landstedet Rosenlund i Poughkeepsie, New York – 3. september 1935) var en dansk adelsdame og godsejer.

## Ægteskab
Hun var datter af fabriksejer, dansk konsul Edvard Bech (1812-1873) og Charlotte Elizabeth født McCarthy Hossack (1812-1900) og blev 9. september 1872 gift med godsejeren, kammerherre og hofjægermester Carl O'Neill Oxholm til Rosenfeldt. Efter mandens død i 1914 sad Sophie Oxholm i uskiftet bo til sin død 1935, og parret havde ingen børn, som kunne arve fideikommisgodset. Efter hendes død overgik Rosenfeldt til mandens brodersøn Oscar O'Neill Oxholm.

## Foreningsarbejde
Sophie Oxholm var en markant personlighed med egne meninger. Hun blev engageret i foreningslivet, da hun i 1893 blev inddraget i forberedelsen af Kvindernes Udstilling. Oxholm var præsident for udstillingen i den indledende fase, men gik af i januar 1895, nogle måneder før åbningen, efter uenighed med de øvrige deltagere. I stedet blev gehejmerådinde Bertha Buch præsident. Efterfølgende udgav hun en bog, hvor hun redegjorde for spliden i komitéen.
Kammerherreinde Oxholm havde desuden et stærkt engagement i det nationale og skyttesagen. Hun var således æresmedlem af det gamle skydeselskab for Vordingborg og Omegn, som var grundlagt 1788. Hun skænkede skydeselskabet en god skydebane ved Ore Strand tæt ved Rosenfeldt. Da hun i 1901 blev "fugledronning" ved den årlige fugleskydning, kom hun i kontakt med de daværende ledere, og dette førte til, at hun i 1905 skænkede "Den Nordiske Margrethe Vandrekæde for Fugleskydning" til foreningen. Senere, i 1910, skænkede kammerherreinden de tre Mesterskabsvandrekæder Riffelskydning. I 1910 blev der første gang skudt om kæderne ved et stort stævne på skydebanerne ved Rosenfeldt.
Hun skænkede gennem årene mange større og mindre præmier til de nordiske skytter. I 1930 udsatte kammerherreinden "Kammerherreinde Sofie Margrethe von Oxholms Ungskyttepokal" som et evigt vandrende trofæ til fremme af ungskyttearbejdet. Så sent som i 1935, få måneder før sin død, gæstede hun skydebanerne ved landsstævnet i Ollerup.